# Mathilde Salomon
Mathilde Salomon (Phalsbourg, 14 décembre 1837 - Paris 6e, 15 septembre 1909) est une pédagogue française, promotrice de l'instruction des jeunes files. Elle dirigea pendant 26 ans le collège Sévigné, institution privée laïque à Paris, de 1883 à sa mort.

## Biographie

### Origines et formation
Mathilde Salomon, née en 1837, sous la monarchie de Juillet, appartenait à une famille lorraine de Phalsbourg de confession juive, à la fois peu fortunée et fort nombreuse puisqu'elle était l'aînée de quatorze enfants, dont dix survécurent. Son père, modeste commerçant, pourvoyait difficilement aux besoins des siens. Physiquement infirme-elle était, dit-on, légèrement bossue- et de constitution fragile, Mathilde se trouvait exclue, selon les critères du temps, de la carrière « normale » de femme au foyer. Elle obtint dans sa ville natale un « brevet de capacité de second ordre », appelée aussi « brevet élémentaire », qui allait lui permettre d'être institutrice et aussi de se faire connaître grâce à ses qualités personnelles et professionnelles ; c'est ainsi, également, qu'en dépit de l'opposition de son père, elle partit à 18 ans pour Paris afin d'y poursuivre ses études, munie de quelques lettres de recommandation pour des coreligionnaires installés dans la capitale. Elle y obtint le brevet de capacité de premier ordre (ou « brevet supérieur ») en 1861 et acquit une culture littéraire moderne, autrement dit sans langues anciennes, leur étude étant alors réservée aux garçons. C'est sans doute en partie pour cette raison qu'elle s'intéressa toute sa vie à l'histoire, à la morale, à la langue et à la littérature française et aussi aux langues étrangères (allemand et anglais) où elle acquit elle-même un excellent niveau.

### Itinéraire professionnel
Elle commença en 1858 ses activités d'enseignement en région parisienne : association avec la directrice d'une institution pour jeunes filles à Neuilly, leçons chez des particuliers, emplois d'institutrice dans l'enseignement privé, et, plus tard, direction d'enseignement de cours privés, dans des conditions souvent si pénibles et sans doute si peu gratifiantes qu'elle envisagea un moment de se reconvertir dans le commerce.
En 1883 un ami normalien, enseignant à l'Université et journaliste, Raoul Frary, la présenta à Michel Bréal, linguiste fondateur de la Sémantique, professeur au Collège de France, et président de la Société pour l'étude des questions d'enseignement secondaire, créée en 1879. Bréal était membre par ailleurs de la Société pour la propagation de l'instruction parmi les femmes. C'était aussi le cas, entre autres, de Frédéric Passy, homme politique aux idées sociales avancées (il était pacifiste, féministe et militait pour l'abolition de la peine de mort), membre de l'Institut et futur lauréat avec Henri Dunant, en 1901, du premier prix Nobel de la paix. Les universitaires républicains, patriotes et laïcs, qui faisaient partie de cette association étaient désireux de faire instruire leurs filles hors des institutions religieuses traditionnelles, tout en restant attachés à la notion « d'égalité dans la différence », qui accordait alors à la femme la prépondérance du rôle familial. Ils recherchaient pour leurs propres enfants, en même temps que pour ceux des autres, des établissements correspondant à leurs idées. Ils en avaient ouvert eux-mêmes deux : en 1874 l'École alsacienne (au nom hautement symbolique puisque l'Alsace, à la fin de la Guerre de 1870, était devenue allemande), destinée aux garçons, puis, le 3 novembre 1880, peu avant le vote de la loi Camille Sée qui allait créer le 21 décembre l'enseignement secondaire des filles, son équivalent féminin, le collège Sévigné. Les locaux du collège, fort exigus, étaient alors loués dans un immeuble situé 10 de la rue de Condé dans le 6e arrondissement de Paris.
Ce sont Michel Bréal et Frédéric Passy qui, en 1883, confièrent à Mathilde Salomon, âgée alors de 46 ans, la direction du collège Sévigné. Elle y succédait à une femme de lettres historienne, Marie-Joséphine Girard de Marchef-Girard. Elle devint peu à peu la figure tutélaire de l'établissement. Malgré des mesures d'économie, des dons privés et l'aide accordée par le ministère de l'Instruction publique et le Conseil municipal de Paris, elle eut à faire face à des problèmes financiers récurrents en raison d'un déficit chronique dû à l'insuffisance du nombre d'élèves et à des droits d'écolage modérés. En 1887 elle reprit à son compte le bail des locaux. Il fallut attendre 1903 pour trouver la sécurité matérielle grâce à l'accroissement du nombre des élèves.
Elle resta directrice du collège Sévigné jusqu’à sa mort, le 15 septembre 1909. Jules Salomon (1852-1924), son frère et exécuteur testamentaire, conformément à ses dernières volontés, remit gratuitement l’établissement à la société coopérative formée par les professeurs, qui élurent à l’unanimité pour nouvelle directrice Thérèse Sance, collaboratrice de longue date de Mathilde Salomon.

## L'éducatrice
Mathilde Salomon avait acquis déjà une solide expérience professionnelle quand elle devint la directrice du collège Sévigné. Seule responsable des orientations pédagogiques et du choix des professeurs, elle manifesta dans ses fonctions une grande capacité d'innovation et d’adaptation.

### L'offre d'éducation du collège Sévigné
Conformément au rôle qu'elle assignait aux femmes de cette époque, les élèves n’étaient préparées à aucun examen particulier. On entendait en faire des jeunes filles cultivées. Toutefois, dans la brochure qui présentait le collège à sa création, il était question de leur donner les moyens d’affronter, le cas échéant, les brevets du second et premier degré, ainsi que le baccalauréat, ce qui supposait un avenir autre qu’exclusivement familial.
Le nouvel établissement comprenait huit divisions, réparties en trois séries de cours : élémentaire, moyen et supérieur. Les enseignements prévus étaient notamment les sciences (mathématiques et sciences naturelles), les langues vivantes (allemand, à raison d’une heure par jour dès la plus petite classe, et anglais, introduit plus tard dans le cursus), et même un cours facultatif de latin, discipline réservée aux garçons. À partir de 1905, Mathilde Salomon organisa un enseignement de latin et de langues vivantes permettant de se présenter au baccalauréat littéraire sans épreuve de grec, qui avait été créé trois ans plus tôt. Et dès 1885 elle établit des cours du soir préparant en huit heures par semaine à l’École normale de Sèvres, donc indirectement au certificat d’aptitude à l’enseignement secondaire et à l'agrégation féminine, ainsi que des cours préparatoires ou complémentaires à ceux de la Sorbonne qui préparaient aux agrégations d’anglais et d’allemand, ce qui allait constituer une importante contribution à la formation des enseignantes, une de ses constantes préoccupations.

### Les enseignants
Dès l’ouverture du collège, des femmes font partie de l’encadrement des élèves. Mais les enseignants les plus titrés et les plus expérimentés à cette époque, sont, pour des raisons historiques, des hommes. Pragmatique, Mathilde Salomon s’adapte donc à la situation, d’autant que le réseau social dont elle dispose est surtout masculin. Elle choisit, par exemple, Charles Salomon et Louis Petit de Juranville en lettres, Frédéric Rauh en philosophie, Albert Thomas en histoire et Michel Bréal en allemand, qui étaient tous très compétents dans leur discipline et qui agissaient « dans une forme d’indépendance à l’égard des normes et des institutions ». Toutefois, le temps passant, elle parviendra à se mettre davantage en accord avec ses idées en engageant de jeunes agrégées, choisies parmi ses anciennes élèves, qui viendront accroître le personnel féminin. Quoi qu’il en soit, malgré des moyens limités, elle réussit à recruter des professeurs de grande qualité, affectés par ailleurs dans le secondaire ou le supérieur, ce qui est devenu par la suite et jusqu’à nos jours une tradition de Sévigné pour la préparation aux concours.

### La conception de l'enseignement
Deux aspects de l’orientation du collège mettent en lumière son originalité : « le caractère très libéral de ses conceptions pédagogiques » et « son intérêt et son investissement dans l’innovation pédagogique, notamment par l’étude des langues et son ouverture à la question de la coéducation », c’est-à-dire de la mixité.
Parce qu’elle entend tenir compte de la psychologie et du bien-être des élèves, Mathilde Salomon n’hésite pas à alléger les programmes et à laisser plus de temps libre l’après-midi en regroupant les cours le matin. À ses yeux, en effet, mieux vaut inciter les enfants et adolescents à lire et à réfléchir que chercher à leur faire acquérir un savoir encyclopédique. Cette liberté d’esprit l’amène aussi à reconsidérer le système des récompenses et des sanctions parce qu’il s’agit, selon elle, d’une « comptabilité du mérite qui crée une émulation de qualité un peu inférieure ».
On a noté, par ailleurs, son intérêt pour les langues vivantes et le latin, qui permettent, pense-t-elle, de réfléchir et aussi de mieux connaître sa langue maternelle. Et, rompant avec la tradition scolaire, elle va jusqu’à obtenir des autorités académiques, en 1908, la possibilité d’inscrire dans son établissement des garçons jusqu’à l’âge de neuf ans.
D’anciennes élèves de Sévigné n’ont pas manqué de saluer le modernisme des conceptions et des méthodes pédagogiques de leur ancienne directrice.

### De la théorie à la pratique
Mathilde Salomon assistait volontiers à des cours dans son établissement, mais elle a aussi prêché d’exemple en en dispensant elle-même à l’occasion et en publiant deux ouvrages scolaires à la Librairie Léopold Cerf, l’un en 1884, Premières leçons d’histoire de France par Mlle Salomon, directrice du collège Sévigné, qui n’indique pas le niveau des élèves auquel il est destiné, l’autre en 1893, À nos jeunes filles Lectures et leçons familières de morale D’après le programme des Écoles primaires supérieures de jeunes filles.
Le premier de ces deux manuels est caractéristique de la conception que l’on se faisait de l’enseignement de l’histoire sous la Troisième République, dont Ernest Lavisse reste le représentant le plus connu, mais aussi des idées généreuses de son auteure. Comme l’écrit Philippe Marchand, « Mathilde Salomon enseigne une histoire de France laïque, fondée sur les valeurs de liberté, de tolérance, de dignité, de générosité, de respect de la personne humaine. Cette histoire, elle la conte avec un réel talent d’écriture. Au fil de son récit, elle sait mêler informations, anecdotes, phrases célèbres, créant ainsi pour les enfants une sorte d’intimité affectueuse avec le passé de leur pays. »
Quant à son manuel de morale, il renvoie aux préoccupations de son autrice, à son expérience d’éducatrice et à sa vie. D’inspiration laïque, il entend tenir compte de la spécificité de ses lecteurs. Ce sont des jeunes, et le ton adopté, « familier, intime, affectueux », qui est celui d’une causerie familière est adapté à leur âge, parce qu’il est « d’une justesse de ton et d’expression charmante ». Ces jeunes sont de sexe féminin, et le manuel s’adresse non à la raison seule, mais au sentiment, car c’est lui, affirme Mathilde Salomon dans sa préface, « qui mène notre monde » et dont il faut donc entreprendre l’éducation, « surtout chez les jeunes filles ». D’un féminisme modéré, il ne rompt pas avec l’idée que l’on se fait à l’époque du rôle social de la femme : une grande importance est donnée à la morale dans le cadre de la vie familiale, à laquelle est consacré le premier tiers de l’ouvrage. Cette insistance est révélatrice : Mathilde Salomon gardait un souvenir ineffaçable des années qu’elle avait passées de 1837 à 1855 à Phalsbourg, en raison de l’harmonie pleine de bonté que sa mère, en dépit des soucis, savait faire régner dans son foyer ; elle eut toujours aussi l’esprit de famille et garda toute sa vie des liens étroits avec ses proches, dont les descendants sont aujourd’hui encore très attachés à son souvenir. Par ailleurs, si le manuel met l’accent sur l’expérience et incite surtout les jeunes filles à réfléchir sur elles-mêmes et sur leur vie à venir et à dialoguer avec leur professeur, il n’en est pas moins riche de références littéraires puisées dans les littératures antique, française et anglophone (Royaume-Uni et États-Unis), qui témoignent de la vaste culture acquise par son autrice.

## La femme d'action[21]
Si Mathilde Salomon s’est surtout consacrée à son collège, aux problèmes éducatifs et à la promotion des femmes par l’instruction, ce qui constituait au demeurant un engagement civique, parce que son projet pédagogique « portait une vision de la société et de la politique faites d’individus libres et conscients, capables de se saisir des questions du temps et d’y apporter une réponse », elle n’en a pas moins activement participé à la vie publique de son temps, et de diverses façons.

### Le choix de la France
Quand, en 1871, l’Allemagne annexa l’Alsace et la Moselle, département qui était le sien, Mathilde Salomon, qui avait été bouleversée par la guerre, le siège et la chute de Phalsbourg puis la défaite, choisit de rester française, en même temps que deux de ses sœurs qui vivaient avec elle à Paris. Elle fut imitée deux ans plus tard par son frère Jules qui se trouvait à San Francisco, puis probablement aussi par son autre frère Sylvain. Ce patriotisme ardent était partagé par beaucoup de ses coreligionnaires, parce que, sans doute comme elle, ils étaient reconnaissants envers la France émancipatrice de ce qu’elle leur avait apporté et aussi parce qu’ils souhaitaient montrer qu’ils étaient bien intégrés.

### L'activité associative
Mathilde Salomon « participa personnellement au mouvement des Universités populaires et à de nombreuses œuvres de solidarité et de prévoyance », que Marthe Lévêque passe en revue dans sa brochure : « Maisons familiales de repos, Visiteurs, Sauvetage de l’enfance, Patronage de l’enfance, Préservation de la tuberculose, etc. » en laissant supposer qu'il en existait d’autres encore.

### Le dreyfusisme
L’affaire Dreyfus, qui allait bouleverser la société française de 1894 à 1906, constitua un second traumatisme pour Mathilde Salomon et assombrit ses dernières années. Cette grave crise nationale l’envahit de dégoût parce qu’elle ébranlait son patriotisme et remettait en cause les sentiments dans lesquels elle avait toujours vécu. Mais, même si elle ne fut plus tout à fait la même après cette épreuve, elle n’était pas femme à se laisser abattre par le découragement, comme le prouve cette remarque de sa part citée par sa biographe : « Un rien m’agite, rien ne m’ébranle ».
C’est ainsi qu’elle n'hésita pas à s'entourer de professeurs en grande majorité dreyfusards, notamment Émile-Auguste Chartier, alias Alain, et le socialiste Albert Thomas, qui, lorsqu'elle mourut, lui consacra une nécrologie élogieuse et émouvante dans le journal l'Humanité. En outre l'Affaire la confirma dans ses idées pédagogiques, fondées sur l'esprit de tolérance et de critique, qui apparaissent en filigrane dans la « Lettre d’une institutrice » qu'elle publia le 21 juin 1898 dans L'Aurore, le quotidien où avait paru le 13 janvier de la même année le fameux J'accuse … ! de Zola. Enfin elle devint membre du Comité directeur de la Ligue française pour la défense des droits de l'homme et du citoyen, plus connue sous le nom de Ligue des droits de l'homme, dont la première assemblée générale se tint le 4 juin 1898 et qui prit fait et cause pour le capitaine Alfred Dreyfus, injustement accusé de trahison, outragé et condamné.
Mathilde Salomon a donc fait partie des défenseurs de ce dernier dès que « l'affaire Dreyfus » devint « l'Affaire » tout court.

### Une double consécration
On peut considérer que les deux distinctions qui lui furent décernées honoraient son civisme en même temps que son travail d’éducatrice, deux aspects fondamentaux de sa vie, au fond, indissociables.
En raison de sa personnalité et de sa réputation - le gouvernement reconnaissait ses compétences et il arrivait au Ministère de l'Instruction publique de s'inspirer de ses méthodes - en 1892 elle fut la première femme nommée au Conseil supérieur de l’instruction publique, dont elle suivit les séances avec une grande assiduité. Elle y resta jusqu’à sa mort, en 1909. Elle était l’un « des quatre membres de l'enseignement libre, nommés par le président de la République, sur la proposition du ministre », selon les termes de la loi, et pour un mandat de quatre ans, de même durée que celui des membres de l’enseignement public élus par leurs pairs. Marthe Lévêque considère que son amie a eu une part considérable dans les travaux du Conseil, au point de consacrer à cette participation quatre pages sur quarante-deux de sa biographie. Yves Verneuil porte un jugement plus nuancé sur le rôle qu’elle y joua : « Si l’on peut admettre, écrit-il, que Mathilde Salomon était toujours écoutée attentivement, elle n’était pas nécessairement entendue. » Ses interventions lui permirent, certes, d’exprimer des idées nouvelles auxquelles elle tenait et dont certaines avaient été mises en pratique par elle à Sévigné. Mais les vœux qu’elle soumit n’eurent pas le succès escompté : sur les huit qu’elle présenta, quatre seulement furent retenus, et seulement en partie, par les membres du Conseil, en grande majorité masculins et conservateurs.
De même, en 1906, elle fut nommée chevalier dans l’ordre de la Légion d’honneur, « une distinction rarement accordée aux femmes » en ce temps-là, comme le note Vincent Duclert. C’était, en même temps qu’une victoire sur l’antisémitisme à l’époque de l’Affaire Dreyfus, la reconnaissance de son travail pédagogique et, plus généralement, de la part qu’elle avait prise dans l’évolution politique et morale de son pays.

## La femme de lettres

### Conférences
Mathilde Salomon, eut l’occasion, parmi bien d’autres activités, de donner des conférences, par exemple, pour un problème qui lui tenait à cœur, « De la Part des femmes dans la propagation des langues vivantes », à l’Hôtel des Sociétés savantes en 1894, dans le cadre de la Société pour la propagation des langues étrangères en France.

### Articles
Elle écrivit aussi occasionnellement des articles, à propos de son dreyfusisme, consacrés à l’enseignement, comme « Baccalauréat et jeunes filles », qui fut publié en juillet 1908 dans la Revue de Paris.
Mais elle traita aussi d’autres sujets. Par exemple elle rendit hommage à l’un de ses amis, le banquier philanthrope Salomon Goldschmidt, dans Le Siècle du 19 avril 1898, sous le titre « Un cosmopolite » ; ou encore, sans doute afin d’édifier les jeunes filles, elle consacra un article à Rosa Bonheur (1822-1899), peintre animalier et sculptrice, qui connut une grande notoriété en son temps, et un autre à Coralie Cahen (1832-1899), riche bourgeoise philanthrope qui avait eu une conduite héroïque durant la Guerre de 1870. Marthe Lévêque indique que le premier a été publié dans la Revue pour les jeunes filles chez Armand Colin, mais sans en mentionner la date. Elle présente le second comme inédit, et d’après Catherine Nicault, qui ne fournit à ce sujet aucune précision supplémentaire, il n’aurait été publié qu’en 1911. Notons que ces deux femmes, d’origine juive comme Mathilde Salomon (mais son choix était peut-être dû au hasard), avaient été décorées comme elle de la Légion d’Honneur.

### Chad Gadya!
Outre les deux manuels mentionnés plus haut, on doit à Mathilde Salomon la première traduction en français d’une œuvre d’Israël Zangwill, Chad Gadya ! qui fut publiée dans les Cahiers de la Quinzaine le 30 octobre 1904. Israël Zangwill (1854-1926), inconnu à cette époque en France, était un écrivain anglais d’origine russe, à la fois romancier, essayiste, dramaturge et journaliste. Son roman Les Enfants du Ghetto, qui mettait en scène la communauté juive de l’East End londonien, quartier des pauvres et des immigrants, rencontra un tel succès qu’il fut qualifié de « best-seller », première occurrence de ce terme, et qu’il valut à son auteur, avec ses œuvres suivantes, le surnom de « Dickens juif ». Chad Gadya ! figure dans la dernière partie du recueil.
Ce titre renvoie à celui d’une chanson dite cumulative ou récapitulative, écrite en araméen mêlé d’hébreu, sans doute symbolique - elle évoquerait les différentes nations qui ont habité la terre d’Israël - et chantée par les fidèles peu avant la fin du « Seder », le premier soir de Pessah, la Pâque juive. Le syntagme « Chad Gadya », qui y revient comme une litanie, signifie « un petit chevreau ». Le héros de cette œuvre singulière, un jeune intellectuel, est représentatif du « juif moderne à l’intelligence façonnée par l’éducation scientifique et l’influence chrétienne ». Sous l’influence du rituel de la Pâque, auquel renvoie le titre, énigmatique au départ pour le lecteur, qui ponctue le récit, il ne parvient pas à assumer ses contradictions et finit par se suicider.
Le choix que Mathilde Salomon fit de son éditeur n’était pas anodin. Elle confia en effet sa traduction à Charles Péguy, qu’elle connaissait déjà et qui la publia dans ses Cahiers de la Quinzaine, VI–3, en remerciant avec chaleur sa collaboratrice, ce qu’il n’avait pas du tout coutume de faire. Or Péguy avait des idées avancées, puisque, socialiste et anticlérical à cette époque, il était, comme la traductrice, un adversaire déterminé de l’antisémitisme et faisait partie des plus ardents dreyfusards. C’est d’ailleurs peut-être en partie à cause de l’Affaire Dreyfus que Mathilde Salomon s’était intéressée à Chad Gadya !
L’œuvre eut, semble-t-il, une grande influence sur certains intellectuels juifs de l’époque, à la manière d’un retour aux sources, et elle devait sans doute faire écho à des préoccupations intimes de Mathilde Salomon, qui n'était pas non plus insensible aux idées sionistes. Son choix par la traductrice est d’autant plus intéressant qu’il conduit à s’interroger aussi sur le rapport de cette dernière à la judéité. Née dans une famille croyante, Mathilde Salomon, sans renier ses origines, faisait preuve d’une grande liberté d’esprit et d’un « détachement réel sans être total vis-à-vis du judaïsme », selon Catherine Nicault, qui ajoute à propos de cette époque de la IIIe République : « La « déjudéisation » au sens confessionnel du terme est l’un des aspects de la sécularisation et du détachement religieux qui affecte l’ensemble de la société française ». Elle était même apparemment athée, comme en témoignent certaines de ses remarques, par exemple celle-ci, citée par Marthe Lévêque et qui figure aussi dans les notes intimes que Mathilde Salomon écrivit de 1897 à 1908 : « On demande par quoi remplacer la religion, par rien. Le mensonge ne se remplace pas, il se supprime< ». Ou encore celle-ci, rapportée par le philosophe Alain dans le discours qu’il prononça lors des obsèques de sa vieille amie, où, sans doute en raison de la présence d’un prêtre, il insista sur son « irréligion » : « Un des inconvénients de la religion, et qui sans doute la fera vivre toujours, c’est qu’elle détourne nos yeux des devoirs les plus évidents et les plus pressants, qui sont devant nos pieds. Quoi ? Il y a des pauvres ; il y a des femmes et des enfants qui ont faim et froid ; et vous cherchez un idéal sur les cimes, ou dans les nuages ! ». Les amis de Mathilde Salomon, d’ailleurs, furent à la fois étonnés et gênés qu’elle eût demandé dans son testament la présence d’un rabbin à son enterrement, souhait que Catherine Nicault interprète « comme un témoignage de fidélité à ses origines et non pas comme celui d’un retour à la foi ».